# آنتونیو ساکینی
آنتونیو ساکینی (ایتالیایی: Antonio Sacchini) موسیقی‌دان و آهنگساز نامدار اهل ایتالیا بود.
او دانش‌آموختهٔ «کنسرتوار سانتا ماریا دی لورِنتو» بود و به سبب اپراهایش شهرت دارد.(Sauvé 2006).